# Jiang Cuihua
Jiang Cuihua (chinesisch 姜翠华 / 姜翠華, Pinyin Jiāng Cuìhuá; * 2. Februar 1975 in Dalian) ist eine ehemalige chinesische Bahnradsportlerin.

## Sportliche Laufbahn
Jiang trat international von 1997 bis 2004 in Erscheinung. Ihre Spezialdisziplin war dabei das 500-Meter-Zeitfahren, in dem sie ihre internationalen Siege erzielte. Erstmals erfolgreich war sie im Bahnrad-Weltcup 1997, wo sie das Zeitfahren in Adelaide gewann. Neben weiteren Podiumsplatzierungen war sie im Weltcup noch einmal in der Saison 2000 beim Wettkampf in Moskau erfolgreich.
Bei den Asienspielen 1998 gewann Jiang mit Silber einmalig eine Medaille im Sprint. Ein Jahr später wurde sie zum ersten Mal Vizeweltmeisterin im Zeitfahren, 2000 erzielte sie dasselbe Resultat. Mit diesen Ergebnissen wurde sie für die Olympischen Sommerspiele 2000 in Sydney nominiert, wo sie die Bronzemedaille im 500-Meter-Zeitfahren hinter Félicia Ballanger und Michelle Ferris errang.
Bei den Weltmeisterschaften 2003 stand Jiang als Dritte nochmals auf dem Podium. 2004 wurde sie Sechste, im Kampf um die Nominierung für die Olympische Sommerspiele 2004 musste sie jedoch hinter ihrer Landfrau Jiang Yonghua zurückstehen. Danach wird sie nicht mehr in den Ergebnislisten geführt.

## Erfolge
1997
- Bahnrad-Weltcup in Adélaïde – 500-Meter-Zeitfahren

1998
- Asienspiele – Sprint

1999
- Weltmeisterschaften – 500-Meter-Zeitfahren

2000
- Olympische Spiele – 500-Meter-Zeitfahren
- Weltmeisterschaften – 500-Meter-Zeitfahren
- Bahnrad-Weltcup in Moskau – 500-Meter-Zeitfahren

2003
- Weltmeisterschaften – 500-Meter-Zeitfahren